# 重庆川剧博物馆
重庆川剧博物馆（英語：Chongqing Sichuan Opera Museum）是一座位于重庆的川剧主题博物馆。

## 历史
2008年8月开始筹建，2013年1月5日建成开馆，位于重庆市渝北区金山大道2号重庆川剧艺术中心内，毗邻天湖公园和重庆市照母山植物园。有四个展厅，还有个明清古戏台。馆藏文物3,700余件，包括剧本、道具、乐器和戏服等。

## 营业时间
- 周二至周日：上午九点至下午五点
- 周一闭馆

## 交通
- 重庆轨道交通5号线人和站